# Lista de canções gravadas por Itzy

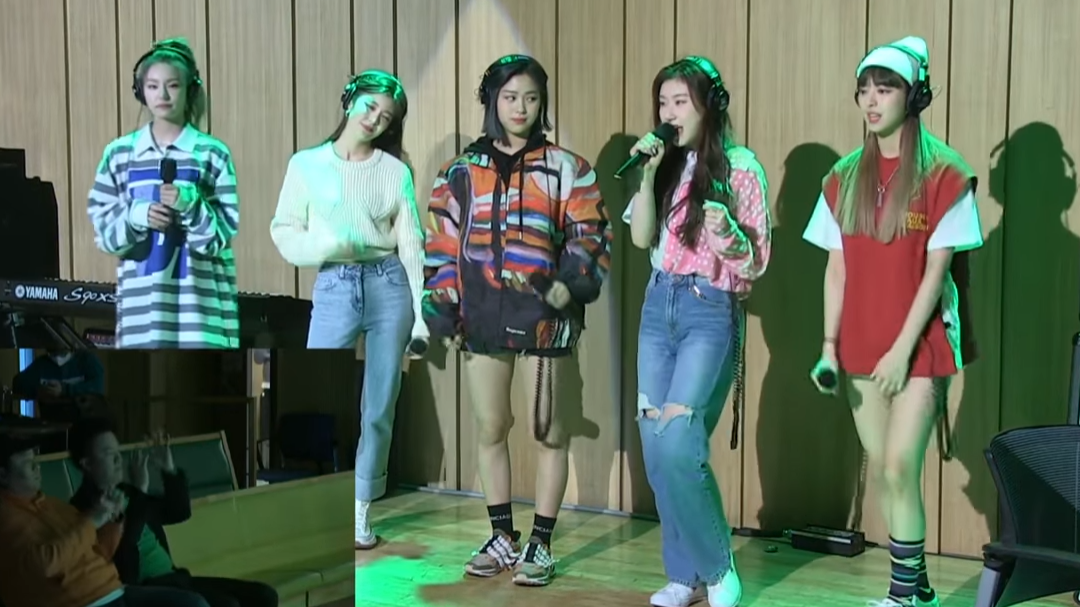
Itzy apresentando "Wannabe" no Cultwo Show, em 16 de março de 2020.

Esta é a lista de canções gravadas pelo grupo feminino sul-coreano Itzy, formado em 2019 pela JYP Entertainment, consistindo em material que foi lançado em formato físico ou digital.

## Canções
| † | O símbolo e a cor indicam que a canção foi lançada como um single. |
| ‡ | Canção (a ser) disponível em coreano e inglês.                     |

| Canção                                         | Compositor(es) | Álbum            | Ano  | Ref    |
| ---------------------------------------------- | --- | ---------------- | ---- | ------ |
| "24Hrs"                                        | Sophie, Lola Blanc | It'z Me          | 2020 | [ 1 ]  |
| "Be In Love"                                   | Kenzie, Caesar & Loui, Cazzi Opeia | Not Shy          | 2020 | [ 2 ]  |
| "Cherry"                                       | Michael Fonseca, Mac Montgomery, JAX, Dan Henig                                                                                                   | It'z Icy         | 2019 | [ 3 ]  |
| "Dalla Dalla" (달라달라)† ‡                    | Galactika, Athena | It'z Different   | 2019 | [ 4 ]  |
| "Dalla Dalla (DallasK Remix)"                  | Galactika, Athena | It'z Icy         | 2019 | [ 5 ]  |
| "Don't Give A What"                            | Lee Woo-min ‘collapsedone’, Justin Reinstein, JJean, 엘에이촌놈들                                                                                 | Not Shy          | 2020 | [ 6 ]  |
| "I Don't Wanna Dance"                          | Anne Judith Stokke Wik, Nermin Harambasic, Jin By Jin, Seung Eun Oh, Andreas Baertels                                                             | It'z Me          | 2020 | [ 7 ]  |
| "Icy"† ‡                                       | J.Y. Park "The Asiansoul", Cazzi Opeia, Ellen Berg Tollbom, Daniel Caesar, Ludwig Lindell, Ashley Alisha (Joombas), Cameron Neilson, Lauren Dyson | It'z Icy         | 2019 | [ 8 ]  |
| "ID"                                           | MosPick, Young Chance | Not Shy          | 2020 | [ 9 ]  |
| "In the Morning" (마.피.아. In the morning)† ‡ | YRE, J.Y. Park "The Asiansoul", earattack, KASS, Lee Hae-sol                                                                                      | Guess Who        | 2021 | [ 10 ] |
| It'z Summer                                    | Poptime, Kako | It'z Icy         | 2019 | [ 11 ] |
| "Kidding Me"                                   | Kobee, Holy M | Guess Who        | 2021 | [ 12 ] |
| "Louder"                                       | KAIROS | Not Shy          | 2020 | [ 13 ] |
| "Nobody Like You"                              | Lee Woo-min ‘collapsedone’, Josh Record, Andrew Bullimore                                                                                         | It'z Me          | 2020 | [ 14 ] |
| "Not Shy"† ‡                                   | Kobee, Charlotte Wilson | Not Shy          | 2020 | [ 15 ] |
| "Sorry Not Sorry"                              | Shim Eun-ji, Lee Min-young (EastWest), Yeul (1by1)                                                                                                | Guess Who        | 2021 | [ 16 ] |
| "Shoot!"                                       | Alexander Pavelich, Maria Hazell, Jerker Olov Hansson, Gigi Grombacher, Joakim Harestad Haukaas, Evard Forre Erfjord                              | Guess Who        | 2021 | [ 17 ] |
| "Surf"                                         | Greg Bonnick, Hayden Chapman, Cazzi Opeia, Ellen Berg                                                                                             | Not Shy          | 2020 | [ 18 ] |
| "Tennis (0:0)"                                 | Coach & Sendo, Cazzi Opeia, Alex Chang Jien | Guess Who        | 2021 | [ 19 ] |
| "That's a No No"                               | Shim Eunji, KASS, Ariowa Irosogie | It'z Me          | 2020 | [ 20 ] |
| "Ting Ting Ting (com Oliver Heldens)"          | Warren Okay Felder, Janee “Jin Jin” Bennett, Oliver Heldens                                                                                       | It'z Me          | 2020 | [ 21 ] |
| "Trust Me (Midzy) (믿지)† ‡                    | MosPick, Young Chance | Trust Me (MIDZY) | 2021 | [ 22 ] |
| "Wannabe"† ‡                                   | Galactika | It'z Me          | 2020 | [ 23 ] |
| "Want It?"                                     | Emile Ghantous, Keith Hetrick, Allison Gillis, Aimee Proal, Whitney Phillips, Erin Beck                                                           | It'z Different   | 2020 | [ 24 ] |
| "Want It? (Imad Royal Remix)"                  | Emile Ghantous, Keith Hetrick, Allison Gillis, Aimee Proal, Whitney Phillips, Erin Beck                                                           | It'z Icy         | 2020 | [ 25 ] |
| "Wild Wild West"                               | Andy Love (153/Joombas), earattack | Guess Who        | 2021 | [ 26 ] |
| "You Make Me"                                  | earattack, Miranda Glory Inzunza, Matthew Ferree                                                                                                  | It'z Me          | 2020 | [ 27 ] |